# Enciclopedia Galega Universal
La Enciclopedia Galega Universal, conocida también por las siglas EGU, es una enciclopedia de referencia de la cultura gallega que cuenta con 200.000 entradas y 30.000 ilustraciones. Fue puesta en marcha en su versión en papel en 1999 (hoy está conformada por 16 tomos, con más de ocho mil páginas), y contó con una versión digital desde 2008.

## Características
Su editor fue Bieito Ledo Cabido y los directores Xosé Antonio Perozo Ruiz y el propio Bieito Ledo.
Parte de los contenidos universales proceden de la Enciclopèdia Catalana, que fueron actualizados y versionados al gallego. Cuenta con entradas de los santuarios, puertos, aeropuertos y principales vías de comunicación, centros turísticos, edificios y demás elementos del patrimonio arquitectónico monumental o del patrimonio natural de especial interés en y para Galicia. Del mismo modo, se incluyen los principales accidentes del relieve, del litoral y las aguas continentales. Cartografía al por menor las 53 comarcas gallegas y los 315 ayuntamientos con más de 4.000 parroquias.
Cuenta con un 60% de temas universales contemplados desde la perspectiva de Galicia, y de un 40% de temas propiamente gallegos.

## Reconocimientos
Fue Premio de la Crítica Galicia 2001 y Trofeo Galleguidad 2003 de la Orden de la Vieira.

### Otros artículos
- Diccionario enciclopédico galego universal
- Gran Enciclopedia Galega Silverio Cañada
- Galipedia

- Datos: Q12387820
- Multimedia: Enciclopedia Galega Universal / Q12387820